# Tritonoturris subrissoides
Tritonoturris subrissoides é uma espécie de gastrópode do gênero Tritonoturris, pertencente a família Raphitomidae.